# Golfo di Orosei
Il golfo di Orosei è una insenatura situata lungo la costa centro orientale della Sardegna. Prende il nome da Orosei, cittadina della provincia di Nuoro situata a 2 km dalla costa nella valle del fiume Cedrino.

## Morfologia
Il golfo è diviso in due parti morfologicamente diverse: la parte settentrionale, bassa sul mare, e composta da pinete, da lunghi arenili e dune costiere che si spingono sino al suo limite nord, ossia Capo Comino, e quella meridionale, costituita dalla parte terminale dell'altopiano del Supramonte, chiamato anche Supramonte marino, che si estende sino al capo di Monte Santu. La parte meridionale è interamente inglobata nel vasto territorio di Baunei, la cui costa si estende da Santa Maria Navarrese a Cala Luna. Qui si trovano le celeberrime spiagge: oltre alla giá citata Cala Luna, Cala Goloritzè, Cala Mariolu e Cala Biriala.
Nel Dizionario di Goffredo Casalis e Vittorio Angius, nel 1838 il Golfo di Orosei veniva inizialmente descritto come «sponda incurvata ad arco, nella quale non vi sono né punti né segni di essere notati» compresa «Dalla Punta Nera al Capo di Montesanto», e viene principalmente chiamato «Golfo di Dorgali, che dicono pure di Orosei»
Per più di 40 km questo tratto di costa molto alta è caratterizzata da imponenti bastioni calcarei ricoperti da boschi secolari costituiti di una rigogliosa e variegata macchia mediterranea. Rimasta per secoli inaccessibile via terra, è formata da caratteristiche spiagge sabbiose e circondate da pareti calcaree verticali, incise da profonde gole scavate da antichi fiumi ora scomparsi o inghiottiti dall'altopiano carsico sovrastante.
Per preservare questo territorio rimasto per lungo tempo incontaminato e ricco di specie animali e vegetali di notevole interesse, è stato istituito nel 1998 il parco nazionale del Golfo di Orosei e del Gennargentu, che si estende nel territorio della provincia di Nuoro e, in minima parte, della provincia del Sud Sardegna. Nel 2008, con una sentenza emessa dal tribunale amministrativo regionale della Sardegna, è stato dichiarato improcedibile il ricorso per l'annullamento del decreto istitutivo del Parco nazionale. Questa decisione è seguita alle modifiche introdotte dalla legge n. 266/2005, che prevede l'applicazione delle misure di tutela solo successivamente ad un'intesa tra lo Stato e la regione Sardegna.
Oltre all'omonimo comune, sul golfo si affaccia anche il paese di Cala Gonone dove è possibile imbarcarsi, dall'unico porto del golfo, per visitare le rade incastonate nei bastioni calcarei o le grotte del Bue Marino, chiamate in questo modo perché nel recente passato erano ancora dimora delle foche monache per tutelare le quali nel 1987 si era vietata la navigazione e qualsiasi attività umana nel golfo.

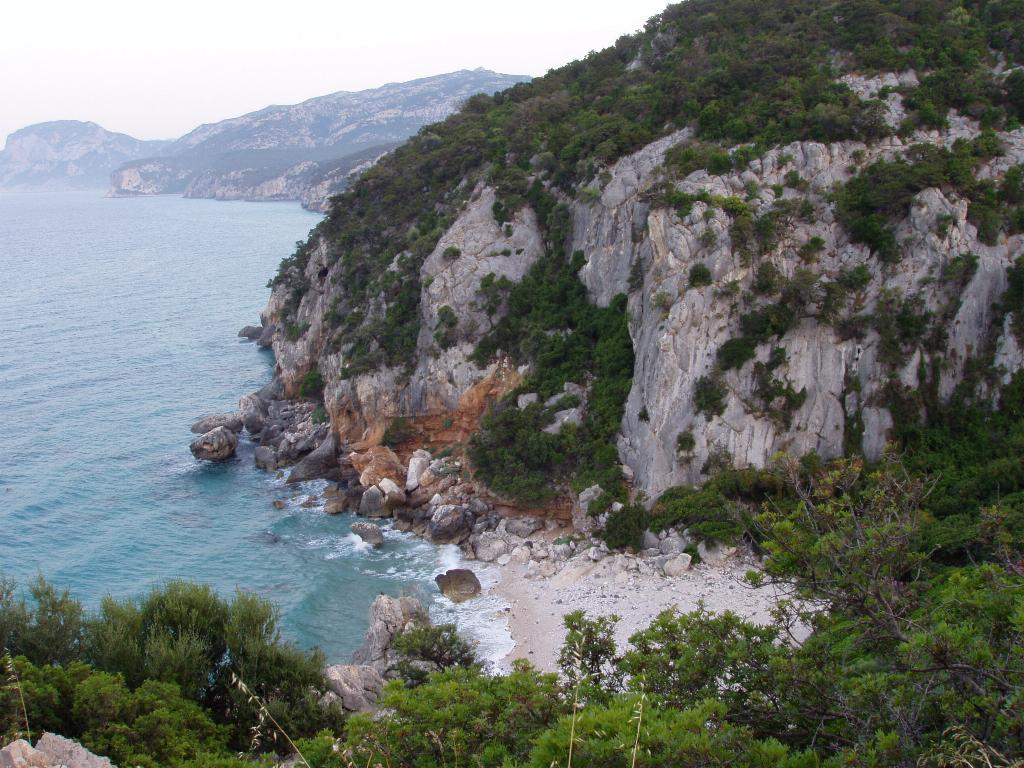
Spiaggia di cala Fuili nei pressi di Cala Gonone
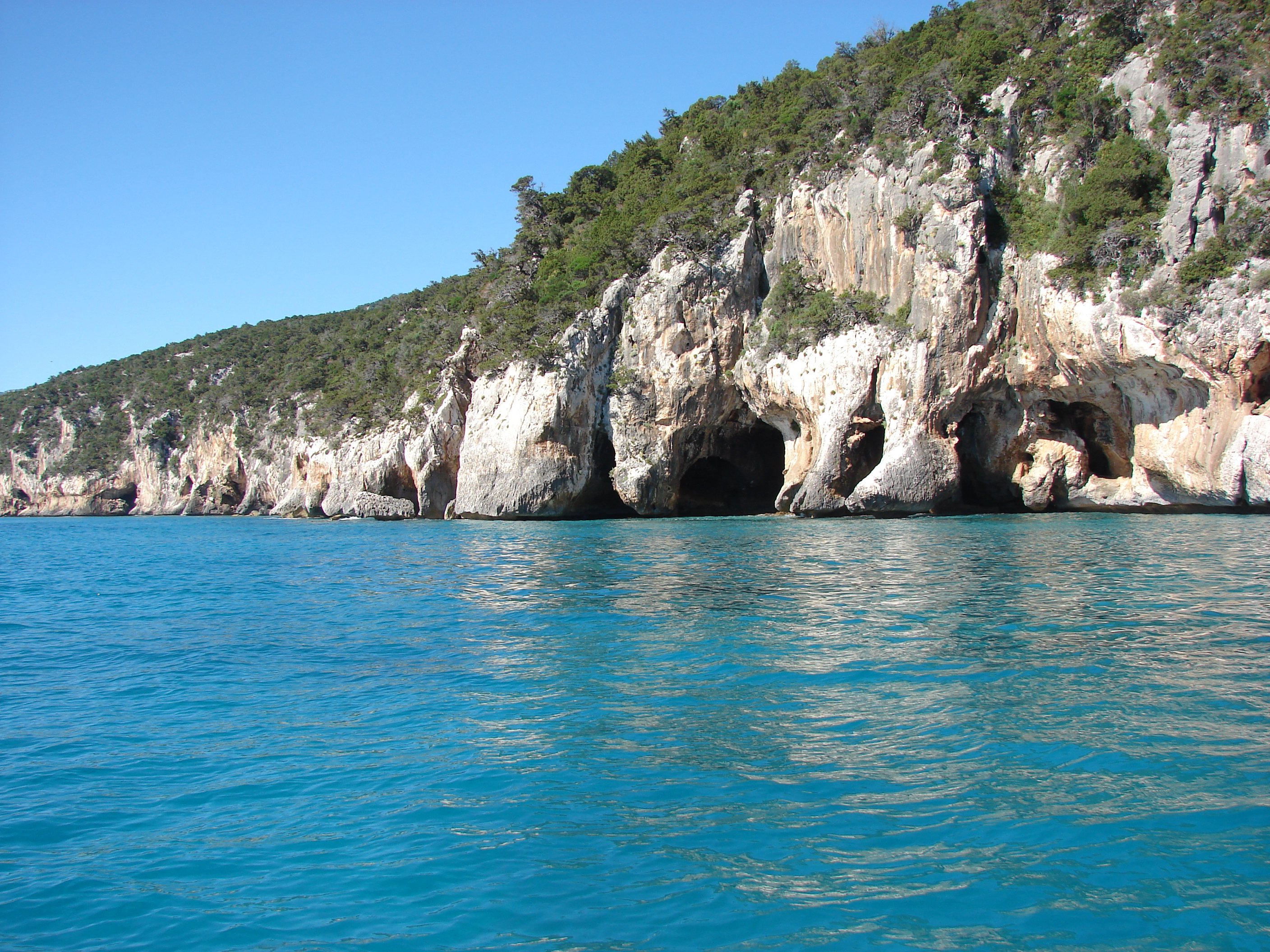
L'ingresso alle famose grotte del Bue Marino
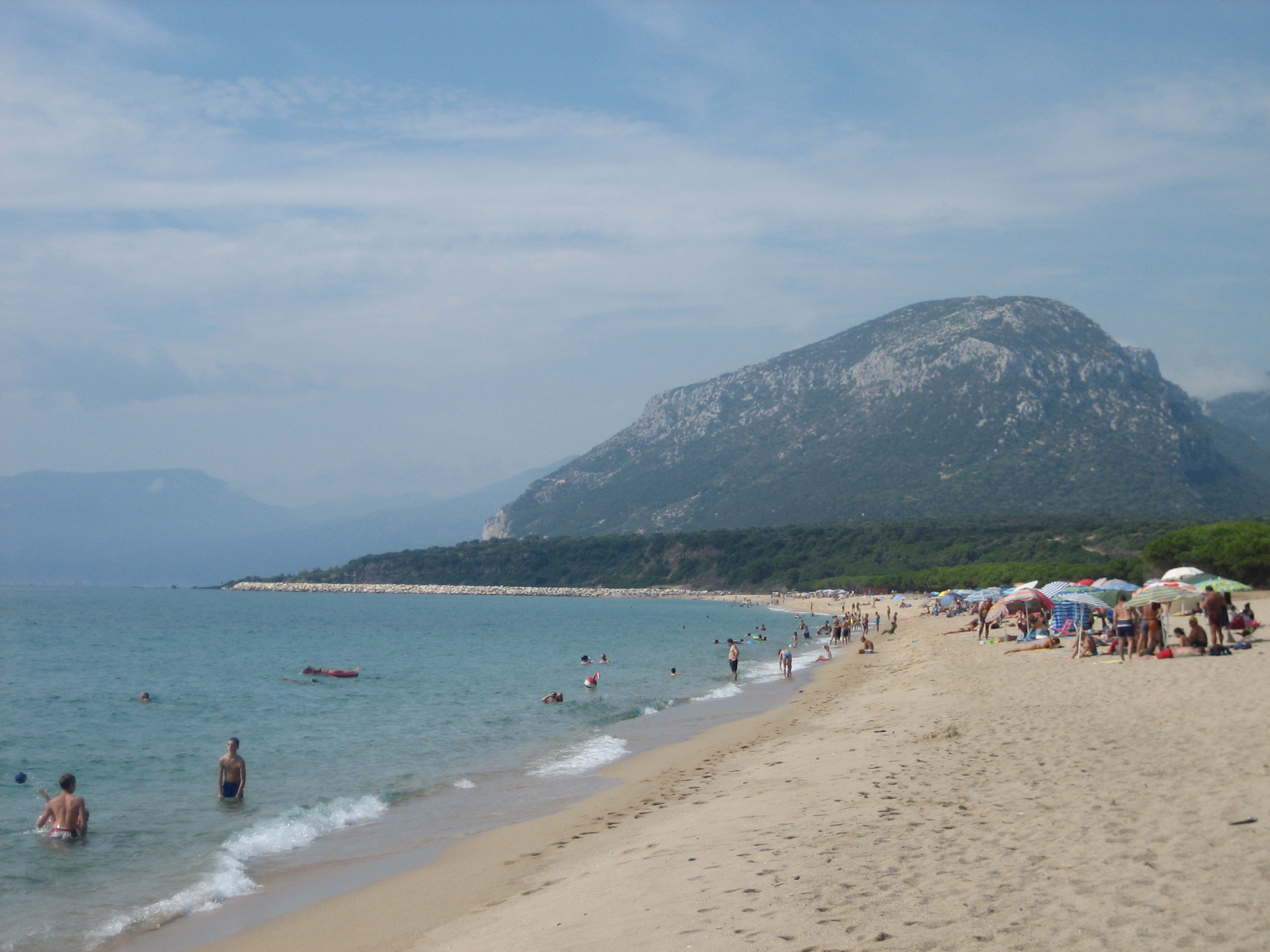
Spiaggia di Osala nei pressi di Orosei
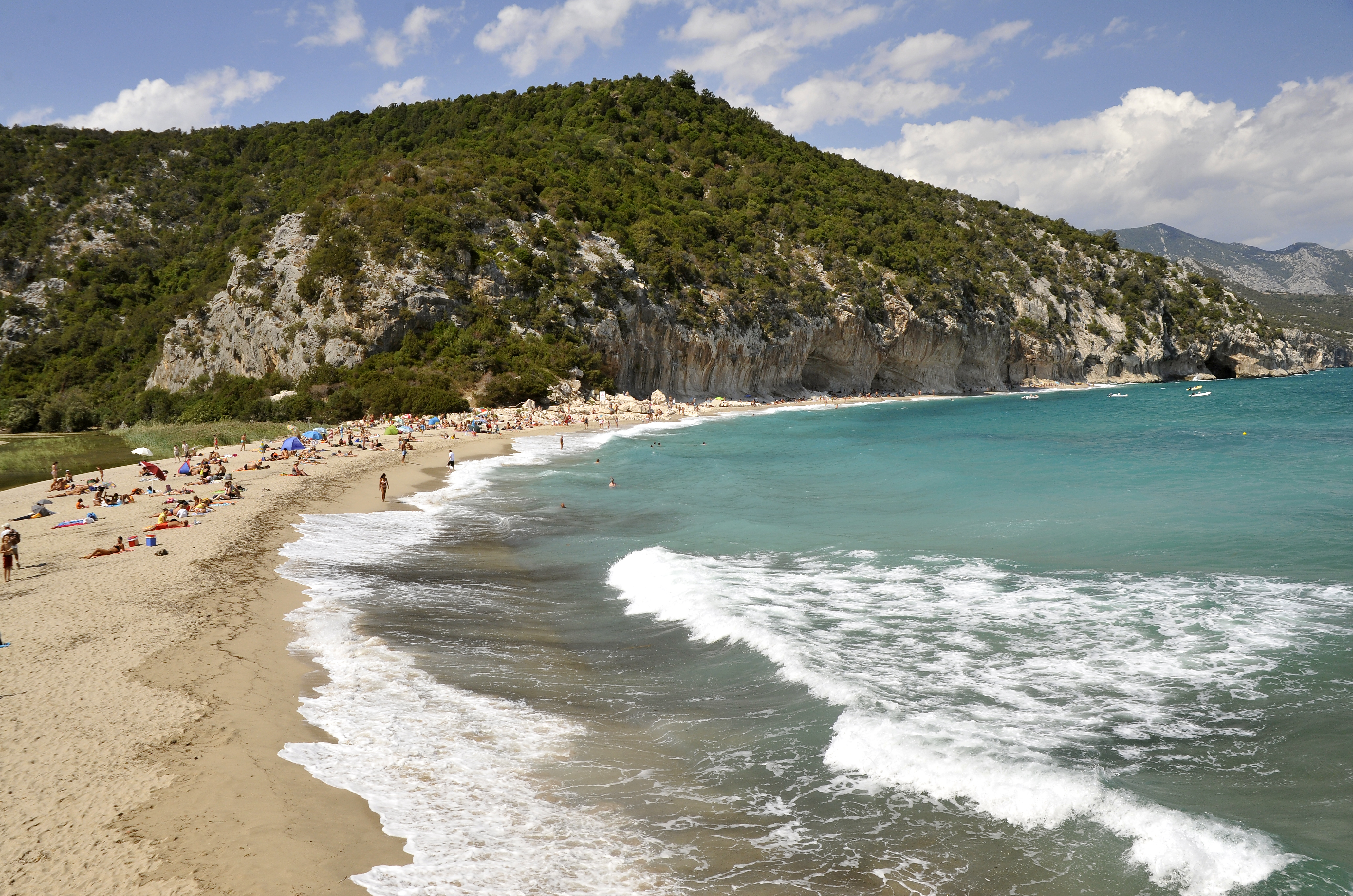
Spiaggia di Cala Luna